# Laconi
Pour les articles homonymes, voir Laconi (homonymie).
Laconi est une commune italienne de la province d'Oristano, dans la région insulaire de Sardaigne.

## Géographie

### Communes limitrophes
Aritzo, Asuni, Gadoni, Genoni, Isili, Meana Sardo, Nuragus, Nurallao, Nureci, Samugheo, Senis, Villanova Tulo.

### Hameaux
S.Sofia, Crastu, Su Lau.

## Évolution démographique
Habitants rencensés

## Lieux et monuments

### Culture
- Musée de la statuaire préhistorique en Sardaigne

### Personnalités
- Ignace de Laconi (1701-1781), religieux de l’Ordre des Frères Mineurs Capucins, canonisé en 1951, est né dans la commune.

### Biographie
- (it) Enrico Atzeni, Laconi, il museo delle statue-menhir, Sassari, Carlo Delfino, 2004, 77 p. (ISBN 88-7138-315-X, lire en ligne)